# Marie Tůmová
Marie Tůmová (12. června 1866 Praha – 1. května 1925 Praha–Podolí) byla vnučka Františka Ladislava Čelakovského, česká pedagožka, bojovníce za volební právo žen.

## Život

### Mládí a vzdělání
Narodila se v rodině spisovatele a redaktora Národních listů Karla Tůmy a jeho manželky Marie, rozené Čelakovské, dcery Františka Ladislava Čelakovského. Měla sedm mladších bratrů, z nich tři zemřeli v dětském věku. Matka jí zemřela roku 1891, otec se roku 1895 znovu oženil. Maturovala na učitelském ústavu.

### Ženský klub český a poslanecká kandidátka
V roce 1903 se Marie Tůmová stala s Terézou Novákovou a Františkou Plamínkovou spoluzakladatelkou Ženského klubu českého. Tato organizace sdružovala ženy bez rozdílu třídního původu a politických názorů. Klub usiloval především o vzdělávání žen a o to, aby dívčí středoškolské vzdělání bylo zahrnuto do bezplatného středoškolského systému. Ženský klub mezi jiným usiloval i o volební právo žen.
V roce 1908 se zúčastnila jako nezávislá kandidátka voleb do Sněmu Království českého ve volebním obvodě Vysoké Mýto-Hlinsko-Skuteč; získala 199 hlasů z celkového počtu 1 198 platných hlasů. V doplňovacích volbách v roce 1909 (žádný z kandidátů nezískal v roc 1908 nadpoloviční většinu) získala 261 hlasů z 1 391 platných.

### Učitelská dráha
Marie Tůmová vyučovala na dívčích měšťanských školách na Smíchově a Žižkově. V letech první světové války se stala první ředitelkou měšťanské dívčí školy na Žižkově. Po vzniku Československa se i přes relativně pokročilý věk ředitelského místa vzdala a odešla jako instruktorka Ministerstva školství na Slovensko. Po třech letech působení na Slovensku strávila další tři roky v Užhorodu na Podkarpatské Rusi.
V těžkých podmínkách se jí zhoršilo zdraví a musela být počátkem roku 1925 převezena zpět do Prahy, kde 1. května téhož roku zemřela. 

## Boj za práva žen

### Spolky
Byla členkou mnoha ženských spolků, v nichž často pracovala jako předsedkyně, místopředsedkyně nebo jednatelka: Spolek českých učitelek, Jednota českoslovanských učitelek, Národní rada česká, Sdružení československých učitelek, Ženský klub český, Výbor pro volební právo žen, Minerva (starostka spolku), Ženská národní rada, místostarostka užhorodského Sokola.
České ženské hnutí reprezentovala na mezinárodních konferencích:
- 1909 – Londýn – konference Mezinárodní aliance pro volební právo žen
- 1911 – Stockholm – dtto
- 1913 – Budapešť – kongres Mezinárodní aliance pro volební právo žen[12]
- 1923 – Řím – dtto
- 1923 – Bukurešť – ustavující konference Malé ženské dohody

### Publikace
- Pro volební právo žen (1911)[13]